# Élections législatives de 1962 en Lot-et-Garonne
Les élections législatives françaises de 1962 se déroulent les 18 et 25 novembre 1962. Dans le département de Lot-et-Garonne, trois députés sont à élire dans le cadre de trois circonscriptions.

## Élus
| Circonscription | Député sortant          | Parti | Parti | Député élu ou réélu | Parti | Parti   |
| --------------- | ----------------------- | ----- | ----- | ------------------- | ----- | ------- |
| 1re             | Gabriel Lapeyrusse      |       | UNR   | Gabriel Lapeyrusse  |       | UNR-UDT |
| 2e              | Joseph Turroques        |       | CNIP  | Hubert Ruffe        |       | PCF     |
| 3e              | Jacques Raphaël-Leygues |       | UNR   | Édouard Schloesing  |       | Radsoc  |

## Résultats

### Résultats à l'échelle du département
| Parti          | Parti                                       | Premier tour | Premier tour | Second tour | Second tour | Sièges |
| Parti          | Parti                                       | Voix         | %            | Voix        | %           | Sièges |
| -------------- | ------------------------------------------- | ------------ | ------------ | ----------- | ----------- | ------ |
|                | Union pour la nouvelle République (UDT)     | 40 115       | 34,78        | 61 034      | 49,31       | 1      |
|                | Modérés                                     | 3 431        | 2,97         |             |             | 0      |
|                | Majorité présidentielle                     | 43 546       | 37,76        | 61 034      | 49,31       | 1      |
|                |                                             |              |              |             |             |        |
|                | Centre national des indépendants et paysans | 12 193       | 10,57        | Retrait     | Retrait     | 0      |
|                | Centre démocratique                         | 12 193       | 10,57        |             |             | 0      |
|                |                                             |              |              |             |             |        |
|                | Parti communiste français                   | 32 523       | 28,20        | 39 994      | 32,31       | 1      |
|                | Parti radical                               | 26 108       | 22,64        | 22 750      | 18,38       | 1      |
|                | Parti socialiste unifié                     | 966          | 0,84         |             |             | 0      |
|                |                                             |              |              |             |             |        |
| Inscrits       | Inscrits                                    | 168 670      | 100,00       | 168 640     | 100,00      | 3      |
| Abstentions    | Abstentions                                 | 49 474       | 29,33        | 38 355      | 22,74       |        |
| Votants        | Votants                                     | 119 196      | 70,67        | 130 285     | 77,26       |        |
| Blancs et nuls | Blancs et nuls                              | 3 860        | 3,24         | 6 507       | 4,99        |        |
| Exprimés       | Exprimés                                    | 115 336      | 96,76        | 123 778     | 95,01       |        |

### Résultats par circonscription

#### Première circonscription (Agen - Nérac)
| Candidat       | Candidat                         | Parti          | Premier tour | Premier tour | Second tour | Second tour |  |
| Candidat       | Candidat                         | Parti          | Voix         | %            | Voix        | %           |  |
| -------------- | -------------------------------- | -------------- | ------------ | ------------ | ----------- | ----------- |  |
|                | Gabriel Lapeyrusse sortant réélu | UNR-UDT        | 14 902       | 35,35        | 23 399      | 52,88       |  |
|                | Gérard Duprat                    | PCF            | 12 925       | 30,66        | 20 854      | 47,12       |  |
|                | Henri Caillavet                  | Radsoc         | 8 444        | 20,03        | Retrait     | Retrait     |  |
|                | Jean Goudin                      | CNIP           | 3 654        | 8,67         | Retrait     | Retrait     |  |
|                | Max Grosselle                    | Modérés        | 1 511        | 3,58         |             |             |  |
|                | Jean Juilia                      | Modérés        | 724          | 1,72         |             |             |  |
|                |                                  |                |              |              |             |             |  |
| Inscrits       | Inscrits                         | Inscrits       | 63 378       | 100,00       | 63 357      | 100,00      |  |
| Abstentions    | Abstentions                      | Abstentions    | 19 680       | 31,05        | 16 187      | 25,55       |  |
| Votants        | Votants                          | Votants        | 43 698       | 68,95        | 47 170      | 74,45       |  |
| Blancs et nuls | Blancs et nuls                   | Blancs et nuls | 1 538        | 3,52         | 2 917       | 6,18        |  |
| Exprimés       | Exprimés                         | Exprimés       | 42 160       | 96,48        | 44 253      | 93,82       |  |

#### Deuxième circonscription (Marmande)
| Candidat       | Candidat                 | Parti          | Premier tour | Premier tour | Second tour | Second tour |  |
| Candidat       | Candidat                 | Parti          | Voix         | %            | Voix        | %           |  |
| -------------- | ------------------------ | -------------- | ------------ | ------------ | ----------- | ----------- |  |
|                | Hubert Ruffe élu         | PCF            | 11 994       | 33,06        | 19 140      | 50,84       |  |
|                | Raymond Fourcade         | UNR-UDT        | 8 688        | 23,95        | 18 505      | 49,16       |  |
|                | Joseph Turroques sortant | CNIP           | 8 539        | 23,53        | Retrait     | Retrait     |  |
|                | Yves Grassot             | Radsoc         | 4 900        | 13,5         | Retrait     | Retrait     |  |
|                | Franck Thiollet          | Modérés        | 1 196        | 3,3          |             |             |  |
|                | Pierre Chevalier         | PSU            | 966          | 2,66         |             |             |  |
|                |                          |                |              |              |             |             |  |
| Inscrits       | Inscrits                 | Inscrits       | 52 318       | 100,00       | 52 320      | 100,00      |  |
| Abstentions    | Abstentions              | Abstentions    | 15 061       | 28,79        | 12 203      | 23,32       |  |
| Votants        | Votants                  | Votants        | 37 257       | 71,21        | 40 117      | 76,68       |  |
| Blancs et nuls | Blancs et nuls           | Blancs et nuls | 974          | 2,61         | 2 472       | 6,16        |  |
| Exprimés       | Exprimés                 | Exprimés       | 36 283       | 97,39        | 37 645      | 93,84       |  |

#### Troisième circonscription (Villeneuve-sur-Lot)
| Candidat       | Candidat                        | Parti          | Premier tour | Premier tour | Second tour | Second tour |  |
| Candidat       | Candidat                        | Parti          | Voix         | %            | Voix        | %           |  |
| -------------- | ------------------------------- | -------------- | ------------ | ------------ | ----------- | ----------- |  |
|                | Jacques Raphaël-Leygues sortant | UNR-UDT        | 16 525       | 44,79        | 19 130      | 45,68       |  |
|                | Édouard Schloesing élu          | Radsoc         | 12 764       | 34,6         | 22 750      | 54,32       |  |
|                | Gilbert Venaud                  | PCF            | 7 604        | 20,61        | Retrait     | Retrait     |  |
|                |                                 |                |              |              |             |             |  |
| Inscrits       | Inscrits                        | Inscrits       | 52 974       | 100,00       | 52 963      | 100,00      |  |
| Abstentions    | Abstentions                     | Abstentions    | 14 733       | 27,81        | 9 965       | 18,82       |  |
| Votants        | Votants                         | Votants        | 38 241       | 72,19        | 42 998      | 81,18       |  |
| Blancs et nuls | Blancs et nuls                  | Blancs et nuls | 1 348        | 3,53         | 1 118       | 2,6         |  |
| Exprimés       | Exprimés                        | Exprimés       | 36 893       | 96,47        | 41 880      | 97,4        |  |